# Ölgij
Ölgij (mongoliska Өлгий, kazakiska Өлгей) är huvudstad i provinsen Bajan-Ölgij i västra Mongoliet. Staden hade 29 392 invånare år 2010.
Staden utgör ett eget distrikt, Ölgij sum.